# 신윤주
신윤주(申潤珠, 1972년 9월 8일 ~ )는 대한민국의 KBS 아나운서이다.

## 학력
- 정신여자고등학교
- 한국외국어대학교 한국어교육학과 졸업(학사 학위 취득)
- 캘리포니아 대학교 어바인 대학원 방송영화제작 석사 학위 취득

## 경력
- 1991년 ~ 1995년 : SBS 리포터
- 1995년 : KBS 23기 공채 아나운서
- KBS 아나운서실
- KBS 아나운서실 TV팀 팀장
- KBS 아나운서실 2부장

## 진행

### TV
- 1997년 : KBS 2TV 특종! 비디오 저널 진행
- 1997년 : KBS 2TV 여성저널 진행
- 1998년 ~ 2000년 : KBS 1TV KBS 뉴스라인 진행
- 1998년 ~ 2000년 : KBS 1TV TV 내무반 신고합니다 진행
- 2003년 ~ 2006년 : KBS 1TV 무엇이든 물어보세요 진행
- 2005년 5월 ~ 2006년 3월 : KBS 1TV KBS 문화스페셜 진행
- 2006년 ~ 2007년 : KBS 1TV 생방송 세상의 중심, KBS 뉴스광장 토요일 진행
- 2012년 ~ 2013년 : KBS 1TV KBS 930 뉴스 진행
- 2013년 ~ 2014년 : KBS 2TV VJ 특공대 진행
- 2018년 : KBS 2TV KBS 경제타임 진행

### 라디오
- 1999년 ~ 2001년 : KBS 2FM 사랑해요 FM
- 2007년 ~ 2008년 : KBS 제1라디오 보이는 라디오 책읽는 사람들 진행
- 2009년 ~ 2010년 : KBS 클래식FM 출발 FM과 함께 진행
- 2013년 ~ 2021년 : KBS 클래식FM KBS 음악실 진행
- 2022년 ~ 2024년 : KBS 한민족방송 문화 공감 진행
- 2024년 ~ 현재 : KBS 클래식FM 가정음악 진행

### 국제방송
- 2005년 ~ 2006년 : KBS 월드 KBS WORLD NEWS TODAY 진행

## 홍보대사
- 2007년 5월 : 외교통상부 영사콜센터 홍보대사